# Korzeniów (województwo lubelskie)
Korzeniów – wieś w Polsce położona w województwie lubelskim, w powiecie ryckim, w gminie Ułęż.
| SIMC    | Nazwa               | Rodzaj  |
| ------- | ------------------- | ------- |
| 0392282 | Miłosze (Korzeniów) | kolonia |

W latach 1975–1998 miejscowość administracyjnie należała do ówczesnego województwa lubelskiego.
Na terenie wsi ustanowiono dwa sołectwa: Korzeniów i Miłosze.  Według Narodowego Spisu Powszechnego z roku 2011 wieś liczyła 460 mieszkańców.
Wierni Kościoła rzymskokatolickiego należą do parafii Parafia Wniebowzięcia Najświętszej Maryi Panny w Żabiance.

## Historia
W końcu wieku XIX Korzeniów stanowił cztery przyległe wsie: Korzeniów-Osmolicki, Korzeniów-Sarnecki, Korzeniów-Poparafialny, Korzeniów-Szlachecki, w powiecie garwolińskim, gminie Ułęż, parafii Żabianka.
Była tu szkoła wiejska wspólna dla wsi. Korzeniów-Osmolicki posiadał 5 domów 37 mieszkańców, 161 mórg, Korzeniów-Sarnecki 7 domów 48m ieszkańców, 60 mórg, Korzeniów-Poparafialny 5 domów 37 mieszkańców, 52 mórg, Korzeniów-Szlachecki 2 domy 26 mieszkańców, 50 mórg gruntów.

Według spisu powszechnego z roku 1921w gminie Ułęż była tylko jedna wieś Korzeniów w której domów było 69 mieszkańców 382.